# Odin's Raven
Odin's Raven er et rekonstrueret vikingeskib i 2/9 skala af Gokstadskibet, som blev sejlet fra Trondheim til Peel på Isle of Man med en besætning af folk fra Man og Norge. Projektet var en del af Manx Millenium Celebrations, og blev plalagt af den lokale erhvervsmand Robin Bigland.
Skibet er i dag udstillet i House of Manannan i  Peel.

## Beskrivelse
Odin's Raven er 15 m langt, 3,4 m bredt, og med en dybdegang på 1,37 m. Skibet blev bygget på Rød Båtbyggeri, i Fredrikstad, Elingaardskilen, nær indsejlingen til Oslofjorden.
Man fik teknisk rådgivning fra flere personer heriblandt Alan Binns fra University of Hull som også sejlede også med på halvdelen af turen, Eric Rudstrom, der er fembøringsejler og Rolf Hansen, som har erfaring med at sejle med de traditionelle firkantede sejl som vikingeskibe anvender. Oden's Raven er klinkbygget af egetræ, der er sat sammen med jernnagler og spanterne er bundet med nylonnor. Der blev installeret en motor på 20 hk af sikkerhedshensyn. Eddie Kaighin var kaptajn under rejsen.
Fra Oslofjorden blev skibet sejlet til Trondheim.

## Rejse
Skibet sejlede fra Trondheim den 27. maj 1979 med en besætning på 16 personer. Man sejlede via:
- Kjorsvik
- Ålesund
- Honingsvag
- Ninian Central Platform, Brentfeltet
- Lerwick
- Kirkwall
- Rousay
- Sule Skerry
- Sheshader Bay, Eye Peninsula
- Stornoway, Isle of Lewis
- Portree, Skye (hvor besætningen kæntrede for at blive optaget på kamera)
- via Kyle of Lochalsh to Tobermory
- Oban, og videre via Gulf of Corryvreckan
- Port Ellen, Islay (hvor de blev mødt af ubåden Odin)
- Portpatrick, Mull of Galloway, for at ankomme til
- Peel, Isle of Man den 5. juli 1979.[8][3]

Udover at blive fulgt af et filmhold fra BBC blev projektet historie beskrevet i bogen The Voyage of Odin's Raven, der blev skrevet af Michael Ingram.

## Museum
Odin's Raven er i dag udstillet i museet House of Manannan i Peel, som er indrettet i den tidlligere Peel togstation.